# بارتوشه
بارتوشه (به لهستانی:  Bartosze) یک روستا در لهستان است که در گمینا اوک واقع شده‌است. بارتوشه ۱۹۰ نفر جمعیت دارد.